# Велфорд Дельфія
Дельфія Велфорд (англ. Delphia Welford; нар. 9 вересня 1875 — 14 листопада 1992) — американська довгожителька, вік якої підтверджений Групою геронтологічних досліджень (GRG) та Групою LongeviQuest (LQ). На момент смерті вона була найстарішою коли небудь людиною в США, поки її не перевищила по віці Сара Кнаус. Також на момент смерті була 2-ю найстарішою людиною у світі, поступаючи лише Жанні Кальман. Померла у віці 117 років, 66 днів.

## Біографія
Дельфія Велфорд народилася 9 вересня 1875 в Околоні, штат Міссісіпі, США. Проте Велфолд Дельфія стверджувала, що народилася 9 вересня 1881 року, проте дослідження, проведене Групою геронтологічних геронтології (GRG) в період з 2016 по 2023 рік, показало, що насправді вона народилася в 1875.
Її батьки були Річард Велфорд та Хедді Велфорд. Трохи пізніше сім'я переїхала до Гумбольдта, округ Ґібсон, Теннессі, коли вона була ще дитиною.
Її єдиний син Лео Матіс Велфорд народився наприкінці 1890-х років. Велфорд Дельфія так і не вийшла заміж і провела решту свого життя в Гумбольдті. Вона була домогосподаркою та членом церкви Lane Chapel CME.
Велфорд Дельфія померла 14 листопада 1992 року, в Гумбольдті, штат Теннессі, США, у віці 117 років, 66 днів. Через 31 рік після її смерті у 2023 році, GRG вдалося підтвердити її вік, на той момент вона була 10-м найстарішим довгожителем у світі, а на момент своєї смерті була 2-ю найстарішою живою людиною у світі. Наразі вона є 2-м найстарішим довгожителем в США, після Сари Кнаус.

## Рекорди довгожителя
- Найстаріша людина в історії, яка ніколи не була найстарішою живою людиною.